# Rifugio Parco Antola
Il rifugio Parco Antola è un rifugio montano costruito nel 2007 alle falde del monte Antola (1.597 m) e realizzato grazie al Parco naturale regionale dell'Antola, alla Regione Liguria - Fondazione Carige e al Ministero dell'Ambiente.

## Collocazione

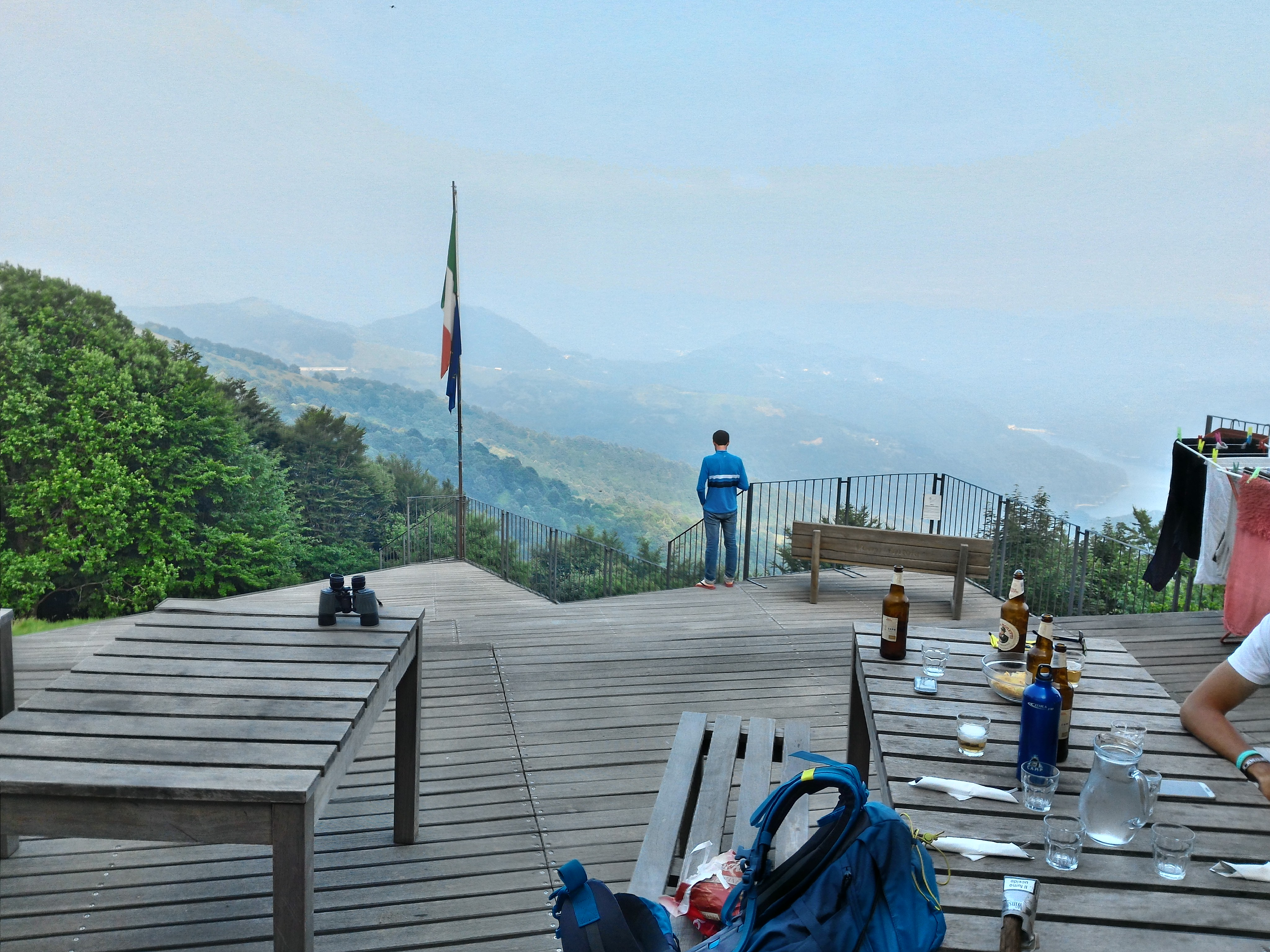
Rifugio Antola

Si trova presso lo spartiacque tra val Trebbia, Valbrevenna e val Borbera, non molto lontano dalla val Vobbia.

## Gestione e servizi
È gestito dal CAI sezione ligure con sede a Genova ed è di proprietà dell'Ente parco dell'Antola con sede a Busalla.
Ha 34 posti letto.

## Escursionismo
Nella zona si incrociano e dipartono numerosi sentieri escursionistici, tra cui la Via del Mare da Milano-Parco Ticino-Pavia-Varzi fino al Parco di Portofino che interseca presso Torriglia l'alta via dei Monti Liguri.